# Michael Treier
Michael Treier ist ein deutscher Diplom-Psychologe. Seit 2011 ist er Professor an der Fachhochschule für öffentliche Verwaltung Nordrhein-Westfalen.

## Leben
Michael Treier ließ sich nach dem Abitur zum Krankenpfleger ausbilden und arbeitete einige Zeit im Gesundheitswesen. Anschließend studierte er zuerst Wirtschaftspädagogik und Psychologie mit den Schwerpunkten Arbeits- und Organisationspsychologie sowie pädagogischer Psychologie, später noch Organisationsmanagement an den Universitäten Wuppertal, Hagen und Bochum. 1997 wurde er wissenschaftlicher Mitarbeiter an der Universität in Wuppertal, an der er im Jahr 2000 auch promovierte.
Zwischen 1996 und 2000 war Michael Treier zudem freiberuflich in einer Unternehmensberatung mit dem Schwerpunkt auf Qualitätsmanagement tätig. 2000 wechselte er als Fachbereichsleiter für Wirtschaftspsychologie zur RAG Aktiengesellschaft, an dessen Institut für Arbeitswissenschaften er bis 2007 arbeitete.
Zwischen 2007 und 2011 hielt Michael Treier eine Professur an der privaten Fachhochschule BiTS Iserlohn und leitete den Bachelor-Studiengang Business Psychology. Als Lehrbeauftragter für Wirtschaftspsychologie und Personalmanagement ist er weiterhin an der BiTS tätig. Darüber hinaus ist er seit 2000 Lehrbeauftragter an der Universität Wuppertal; eine Position, die er zwischenzeitlich auch an der Ruhr-Universität innehatte. Parallel dazu ist er ebenfalls weiterhin in der Unternehmensberatung tätig und gibt Seminare.
Zum Wintersemester 2011/12 übernahm er eine Professur für Psychologie und Organisationslehre am Duisburger Sitz der Fachhochschule für öffentliche Verwaltung NRW in Duisburg.

## Veröffentlichungen
- Gefährdungsbeurteilung psychischer Belastungen. Springer, Berlin 2015. ISBN 978-3-658-08018-1
- Arbeitsfähigkeitsmanagement. Springer, Berlin 2015. ISBN 978-3-658-08570-4
- Personalmanagement im öffentlichen Sektor. (mit Andreas Gourmelon und Sabine Seidel) Rehm, Heidelberg 2014. ISBN 978-3-8073-0247-8
- Personalcontrolling für den öffentlichen Sektor. Rehm, Heidelberg 2013. ISBN 978-3-8073-0308-6
- Betriebliches Gesundheitsmanagement. (mit Thorsten Uhle) Springer, Berlin 2011/2013. ISBN 978-3-540-95933-5 und ISBN 978-3-642-34366-7 (2. Auflage)
- Personalpsychologie im Unternehmen. Oldenbourg, München 2009. ISBN 978-3-486-58658-9
- Führung mit Kennwerten. Hampp, München 2005. ISBN 3-87988-918-X
- Personale Voraussetzungen für das Lernen mit neuen Medien. Kovač, Hamburg 2004. ISBN 3-8300-1533-X
- Zu Belastungs- und Beanspruchungsmomenten der Teleheimarbeit unter besonderer Berücksichtigung der Selbst- und Familienregulation. Kovač, Hamburg 2001. ISBN 3-8300-0238-6
- Weiterbildung von Führungskräften. VWF, Berlin 2000. ISBN 3-89700-275-2